# باي سيتي (ويسكونسن)
باي سيتي (بالإنجليزية: Bay City, Wisconsin)‏ هي قرية تقع في الولايات المتحدة في مقاطعة بيرس (ويسكونسن). يقدر عدد سكانها بـ 500 نسمة ومساحتها 1.58 كم2 وترتفع عن سطح البحر 211 متر.

## التركيبة السكانية
قام مكتب تعداد الولايات المتحدة بتحديد بيانات التركيبة السكانية لباي سيتي في تعداد الولايات المتحدة. في ما يلي، التركيبة السكانية حسب تعدادي 2000 و2010.

### تعداد عام 2000
بلغ عدد سكان باي سيتي 465 نسمة بحسب تعداد عام 2000، وبلغ عدد الأسر 187 أسرة وعدد العائلات 120 عائلة مقيمة في القرية. في حين سجلت الكثافة السكانية 904.1 نسمة لكل ميل مربع (349.1/كم2). وبلغ عدد الوحدات السكنية 193 وحدة بمتوسط كثافة قدره 375.3 نسمة لكل ميل مربع (144.9/كم2).
وتوزع التركيب العرقي للقرية بنسبة 99.14% من البيض و 0.86% من عرقين مختلطين أو أكثر.
بلغ عدد الأسر 187 أسرة كانت نسبة 29.9% منها لديها أطفال تحت سن الثامنة عشر تعيش معهم، وبلغت نسبة الأزواج القاطنين مع بعضهم البعض 50.3% من أصل المجموع الكلي للأسر، ونسبة 7.0% من الأسر كان لديها معيلات من الإناث دون وجود شريك، وكانت نسبة 35.8% من غير العائلات. تألفت نسبة 25.1% من أصل جميع الأسر من أفراد ونسبة 10.2% كانوا يعيش معهم شخص وحيد يبلغ من العمر 65 عاماً فما فوق. وبلغ متوسط حجم الأسرة المعيشية 2.94، أما متوسط حجم العائلات فبلغ 2.49.
بلغ العمر الوسطي للسكان 40 عاماً. وكانت نسبة 23.4% من القاطنين تحت سن الثامنة عشر، وكانت نسبة 7.5% بين الثامنة عشر والأربعة وعشرون عاماً، ونسبة 28.0% كانت واقعةً في الفئة العمرية ما بين الخامسة والعشرون حتى والأربعة وأربعون عاماً، ونسبة 28.2% كانت ما بين الخامسة والأربعون حتى الرابعة والستون، ونسبة 12.9% كانت ضمن فئة الخامسة والستون عاماً فما فوق. يوجد لكل 100 أنثى 114.3 ذكر، ويوجد لكل 100 أنثى في الثامنة عشر من عمرها فما فوق 114.5 ذكر.
بلغ متوسط دخل الأسرة في القرية 47,679 دولار، أما متوسط دخل العائلة فبلغ 50,962 دولار. وكان متوسط دخل الذكور 34,844 دولار مقابل 25,500 دولار للإناث. وسجل دخل الفرد الخاص بالقرية 19,598 دولار. وكانت نسبة 2.3% من العائلات ونسبة 6.1% من السكان تحت خط الفقر، وكان من هؤلاء نسبة 4.4% تحت سن الثامنة عشر ونسبة 6.5% في الخامسة والستين من العمر وما فوق.

### تعداد عام 2010
بلغ عدد سكان باي سيتي 500 نسمة بحسب تعداد عام 2010، وبلغ عدد الأسر 201 أسرة وعدد العائلات 128 عائلة مقيمة في القرية. في حين سجلت الكثافة السكانية 847.5 نسمة لكل ميل مربع (327.2/كم2). وبلغ عدد الوحدات السكنية 214 وحدة بمتوسط كثافة قدره 362.7 لكل ميل مربع (140.0/كم2).
وتوزع التركيب العرقي للقرية بنسبة 98.4% من البيض و 0.2% من الأمريكيين الأصليين و 0.4% من الأمريكيين ذوي الأصول الآسيوية و 0.8% من الأمريكيين الأفارقة و 0.2% من عرقين مختلطين أو أكثر.
بلغ عدد الأسر 201 أسرة كانت نسبة 35.3% منها لديها أطفال تحت سن الثامنة عشر تعيش معهم، وبلغت نسبة الأزواج القاطنين مع بعضهم البعض 45.3% من أصل المجموع الكلي للأسر، ونسبة 10.0% من الأسر كان لديها معيلات من الإناث دون وجود شريك، بينما كانت نسبة 8.5% من الأسر لديها معيلون من الذكور دون وجود شريكة وكانت نسبة 36.3% من غير العائلات. وبلغ متوسط حجم الأسرة المعيشية 3.00، أما متوسط حجم العائلات فبلغ 2.49.
بلغ العمر الوسطي للسكان 38.4 عاماً. وكانت نسبة 26.6% من القاطنين تحت سن الثامنة عشر، وكانت نسبة 5.6% بين الثامنة عشر والأربعة وعشرون عاماً، ونسبة 28.4% كانت واقعةً في الفئة العمرية ما بين الخامسة والعشرون حتى والأربعة وأربعون عاماً، ونسبة 25.8% كانت ما بين الخامسة والأربعون حتى الرابعة والستون، ونسبة 13.6% كانت ضمن فئة الخامسة والستون عاماً فما فوق. وتوزع التركيب الجنسي للسكان بنسبة 50.6% ذكور و49.4% إناث.